# 1984. évi nyári olimpiai játékok
Az 1984. évi nyári olimpiai játékokat, hivatalos nevén a XXIII. nyári olimpiai játékokat 1984. július 28. és augusztus 12. között rendezték meg Los Angelesben (Kalifornia állam, Egyesült Államok).
Az előző, az 1980-as nyári olimpia bojkottját követően ezt az olimpiát a szocialista tömbbe tartozó, illetve velük szoros gazdasági kapcsolatban lévő országok bojkottálták, amiben a revans mellett más tényezők is szerepet játszottak. A Szovjetek távolmaradásához – velük szolidaritást vállalva – 13 ország csatlakozott, Románia és Jugoszlávia azonban nem.
Magyarországon Kádár János és a Politikai Bizottság döntését követően a Magyar Olimpiai Bizottság 1984. május 16-i ülésén dőlt el végleg a kérdés, ahol a 79 arra jogosult személyből 78-an szavaztak a távolmaradás mellett, s csupán egyvalaki, Jacsó István tartózkodott.
A bojkott ellenére 140 nemzet közel hétezer versenyzője küzdött a 221 olimpiai bajnoki címért.

## Érdekességek
- Az amerikai Carl Lewis megismételte honfitársa,  Jesse Owens 1936-os berlini bravúrját: aranyérem 100, 200 méteren, távolugrásban és a 4x100 m-es váltóban.

## Részt vevő nemzetek
Vastagítással kiemelve azok a nemzetek, amelyek első alkalommal vettek részt nyári olimpián. A bojkott ellenére tizenhét új NOB-tagország küldte el sportolóit.

- Algéria (ALG) (33 – 33 férfi)
- Amerikai Virgin-szigetek (ISV) (29 – 26 férfi, 3 nő)
- Andorra (AND) (2 – 2 férfi)
- Antigua és Barbuda (ANT) (14 – 10 férfi, 4 nő)
- Argentína (ARG) (82 – 72 férfi, 10 nő)
- Ausztrália (AUS) (242 – 169 férfi, 73 nő)
- Ausztria (AUT) (102 – 71 férfi, 31 nő)
- Bahama-szigetek (BAH) (22 – 17 férfi, 5 nő)
- Bahrein (BRN) (10 – 10 férfi)
- Banglades (BAN) (1 – 1 férfi)
- Barbados (BAR) (16 – 13 férfi, 3 nő)
- Belgium (BEL) (63 – 47 férfi, 16 nő)
- Belize (BIZ) (11 – 11 férfi)
- Benin (BEN) (3 – 3 férfi)
- Bermuda (BER) (12 – 11 férfi, 1 nő)
- Bhután (BHU) (6 – 3 férfi, 3 nő)
- Bolívia (BOL) (11 – 10 férfi, 1 nő)
- Botswana (BOT) (7 – 7 férfi)
- Brazília (BRA) (146 – 125 férfi, 21 nő)
- Brit Virgin-szigetek (IVB) (9 – 9 férfi)
- Burma (BIR) (1 – 1 férfi)
- Chile (CHI) (52 – 50 férfi, 2 nő)
- Ciprus (CYP) (10 – 10 férfi)
- Costa Rica (CRC) (28 – 27 férfi, 1 nő)
- Csád (CHA) (3 – 3 férfi)
- Dánia (DEN) (60 – 49 férfi, 11 nő)
- Dél-Korea (KOR) (175 – 116 férfi, 59 nő)
- Dominikai Köztársaság (DOM) (19 – 15 férfi, 4 nő)
- Dzsibuti (DJI) (3 – 3 férfi)
- Ecuador (ECU) (11 – 10 férfi, 1 nő)
- Egyenlítői-Guinea (GEQ) (4 – 4 férfi)
- Egyesült Államok (USA) (522 – 339 férfi, 183 nő)
- Egyesült Arab Emírségek (UAE) (7 – 7 férfi)
- Egyiptom (EGY) (114 – 108 férfi, 6 nő)
- Elefántcsontpart (CIV) (15 – 14 férfi, 1 nő)
- Fidzsi-szigetek (FIJ) (14 – 11 férfi, 3 nő)
- Finnország (FIN) (86 – 73 férfi, 13 nő)
- Franciaország (FRA) (238 – 189 férfi, 49 nő)
- Fülöp-szigetek (PHI) (19 – 15 férfi, 4 nő)
- Gabon (GAB) (4 – 2 férfi, 2 nő)
- Gambia (GAM) (10 – 6 férfi, 4 nő)
- Ghána (GHA) (21 – 14 férfi, 7 nő)
- Görögország (GRE) (62 – 58 férfi, 4 nő)
- Grenada (GRN) (6 – 5 férfi, 1 nő)
- Guatemala (GUA) (24 – 20 férfi, 4 nő)
- Guinea (GUI) (1 – 1 férfi)
- Guyana (GUY) (10 – 8 férfi, 2 nő)
- Haiti (HAI) (3 – 1 férfi, 2 nő)
- Holland Antillák (AHO) (8 – 3 férfi, 5 nő)
- Hollandia (NED) (136 – 82 férfi, 54 nő)
- Honduras (HON) (10 – 7 férfi, 3 nő)
- Hongkong (HKG) (47 – 36 férfi, 11 nő)
- India (IND) (48 – 42 férfi, 6 nő)
- Indonézia (INA) (16 – 13 férfi, 3 nő)
- Irak (IRQ) (23 – 23 férfi)
- Írország (IRL) (42 – 28 férfi, 14 nő)
- Izland (ISL) (30 – 27 férfi, 3 nő)
- Izrael (ISR) (32 – 24 férfi, 8 nő)
- Jamaica (JAM) (45 – 31 férfi, 14 nő)
- Japán (JPN) (225 – 173 férfi, 52 nő)
- Észak-Jemen (YAR) (2 – 2 férfi)
- Jordánia (JOR) (13 – 12 férfi, 1 nő)
- Jugoszlávia (YUG) (138 – 104 férfi, 34 nő)
- Kajmán-szigetek (CAY) (8 – 7 férfi, 1 nő)
- Kamerun (CMR) (46 – 42 férfi, 4 nő)
- Kanada (CAN) (407 – 256 férfi, 151 nő)
- Katar (QAT) (24 – 24 férfi)
- Kenya (KEN) (61 – 56 férfi, 5 nő)
- Kína (CHN) (216 – 132 férfi, 84 nő)
- Kolumbia (COL) (39 – 36 férfi, 3 nő)
- Kongói Népköztársaság (CGO) (8 – 7 férfi, 1 nő)
- Közép-afrikai Köztársaság (CAF) (3 – 3 férfi)
- Kuvait (KUW) (23 – 23 férfi)
- Lesotho (LES) (4 – 4 férfi)
- Libanon (LIB) (22 – 21 férfi, 1 nő)
- Libéria (LBR) (7 – 6 férfi, 1 nő)
- Liechtenstein (LIE) (7 – 5 férfi, 2 nő)
- Luxemburg (LUX) (5 – 4 férfi, 1 nő)
- Madagaszkár (MAD) (5 – 5 férfi)
- Malawi (MAW) (15 – 15 férfi)
- Malajzia (MAS) (21 – 20 férfi, 1 nő)
- Mali (MLI) (4 – 4 férfi)
- Marokkó (MAR) (34 – 33 férfi, 1 nő)
- Mauritánia (MTN) (2 – 2 férfi)
- Mauritius (MRI) (4 – 3 férfi, 1 nő)
- Málta (MLT) (7 – 5 férfi, 2 nő)
- Mexikó (MEX) (99 – 77 férfi, 22 nő)
- Monaco (MON) (8 – 8 férfi)
- Mozambik (MOZ) (9 – 8 férfi, 1 nő)
- Nagy-Britannia (GBR) (409 – 229 férfi, 180 nő)
- NSZK (FRG) (390 – 267 férfi, 123 nő)
- Nepál (NEP) (10 – 10 férfi)
- Nicaragua (NCA) (5 – 5 férfi)
- Niger (NIG) (4 – 4 férfi)
- Nigéria (NGR) (32 – 30 férfi, 2 nő)
- Norvégia (NOR) (103 – 84 férfi, 19 nő)
- Olaszország (ITA) (268 – 222 férfi, 46 nő)
- Omán (OMA) (16 – 16 férfi)
- Pakisztán (PAK) (31 – 31 férfi)
- Panama (PAN) (8 – 7 férfi, 1 nő)
- Pápua Új-Guinea (PNG) (7 – 4 férfi, 3 nő)
- Paraguay (PAR) (14 – 14 férfi)
- Peru (PER) (35 – 19 férfi, 16 nő)
- Portugália (POR) (38 – 29 férfi, 9 nő)
- Puerto Rico (PUR) (51 – 43 férfi, 8 nő)
- Románia (ROU) (124 – 71 férfi, 53 nő)
- Ruanda (RWA) (3 – 2 férfi, 1 nő)
- Salamon-szigetek (SOL) (3 – 3 férfi)
- Salvador (ESA) (10 – 9 férfi, 1 nő)
- San Marino (SMR) (19 – 18 férfi, 1 nő)
- Seychelle-szigetek (SEY) (9 – 8 férfi, 1 nő)
- Sierra Leone (SLE) (7 – 6 férfi, 1 nő)
- Spanyolország (ESP) (178 – 162 férfi, 16 nő)
- Srí Lanka (SRI) (4 – 4 férfi)
- Suriname (SUR) (5 – 5 férfi)
- Svájc (SUI) (129 – 102 férfi, 27 nő)
- Svédország (SWE) (174 – 131 férfi, 43 nő)
- Nyugat-Szamoa (WSM) (8 – 8 férfi)
- Szaúd-Arábia (KSA) (37 – 37 férfi)
- Szenegál (SEN) (24 – 23 férfi, 1 nő)
- Szingapúr (SIN) (5 – 5 férfi)
- Szíria (SYR) (9 – 9 férfi)
- Szomália (SOM) (7 – 7 férfi)
- Szudán (SUD) (7 – 7 férfi)
- Szváziföld (SWZ) (8 – 8 férfi)
- Tajvan (TPE) (38 – 31 férfi, 7 nő)
- Tanzánia (TAN) (18 – 16 férfi, 2 nő)
- Thaiföld (THA) (35 – 25 férfi, 10 nő)
- Togo (TOG) (6 – 6 férfi)
- Tonga (TGA) (7 – 7 férfi)
- Törökország (TUR) (46 – 45 férfi, 1 nő)
- Trinidad és Tobago (TRI) (16 – 11 férfi, 5 nő)
- Tunézia (TUN) (23 – 22 férfi, 1 nő)
- Uganda (UGA) (26 – 24 férfi, 2 nő)
- Új-Zéland (NZL) (130 – 98 férfi, 32 nő)
- Uruguay (URU) (18 – 17 férfi, 1 nő)
- Venezuela (VEN) (26 – 25 férfi, 1 nő)
- Zambia (ZAM) (16 – 16 férfi)
- Zaire (ZAI) (8 – 7 férfi, 1 nő)
- Zimbabwe (ZIM) (15 – 12 férfi, 3 nő)

## Olimpiai versenyszámok
| Versenyszámok az 1984. évi nyári olimpiai játékokon |        |        |        |        |        |          |
| Sportág, szakág                                     | Egyéni | Egyéni | Csapat | Csapat | Csapat |          |
| Sportág, szakág                                     | férfi  | női    | férfi  | női    | vegyes | összesen |
| Atlétika                                            | 22     | 15     | 2      | 2      | 0      | 41       |
| Birkózás                                            | 20     | 0      | 0      | 0      | 0      | 20       |
| Cselgáncs                                           | 8      | 0      | 0      | 0      | 0      | 8        |
| Evezés                                              | 1      | 1      | 7      | 5      | 0      | 14       |
| Gyeplabda                                           | 0      | 0      | 1      | 1      | 0      | 2        |
| Íjászat                                             | 1      | 1      | 0      | 0      | 0      | 2        |
| Kajak-kenu                                          | 4      | 1      | 5      | 2      | 0      | 12       |
| Kerékpározás                                        | 4      | 1      | 2      | 0      | 0      | 7        |
| Kézilabda                                           | 0      | 0      | 1      | 1      | 0      | 2        |
| Kosárlabda                                          | 0      | 0      | 1      | 1      | 0      | 2        |
| Labdarúgás                                          | 0      | 0      | 1      | 0      | 0      | 1        |
| Lovaglás                                            | 3      | 0      | 3      | 0      | 0      | 6        |
| Műugrás                                             | 2      | 2      | 0      | 0      | 0      | 4        |
| Műúszás                                             | 0      | 1      | 0      | 1      | 0      | 2        |
| Ökölvívás                                           | 12     | 0      | 0      | 0      | 0      | 12       |
| Öttusa                                              | 1      | 0      | 1      | 0      | 0      | 2        |
| Ritmikus sportgimnasztika                           | 0      | 1      | 0      | 0      | 0      | 1        |
| Röplabda                                            | 0      | 0      | 1      | 1      | 0      | 2        |
| Sportlövészet                                       | 8      | 3      | 0      | 0      | 0      | 11       |
| Súlyemelés                                          | 10     | 0      | 0      | 0      | 0      | 10       |
| Torna                                               | 7      | 4      | 1      | 1      | 0      | 13       |
| Úszás                                               | 12     | 12     | 3      | 2      | 0      | 29       |
| Vitorlázás                                          | 1      | 0      | 6      | 0      | 0      | 7        |
| Vívás                                               | 3      | 1      | 3      | 1      | 0      | 8        |
| Vízilabda                                           | 0      | 0      | 1      | 0      | 0      | 1        |
|                                                     |        |        |        |        |        |          |
| Összesen                                            | 119    | 43     | 39     | 19     | 0      | 220      |

## Éremtáblázat
(A táblázatban a rendező ország csapata eltérő háttérszínnel, az egyes számoszlopok legmagasabb értéke, vagy értékei vastagítással kiemelve.)
| Az 1984. évi nyári olimpiai játékok éremtáblázatának első tíz helyezettje | Az 1984. évi nyári olimpiai játékok éremtáblázatának első tíz helyezettje | Az 1984. évi nyári olimpiai játékok éremtáblázatának első tíz helyezettje | Az 1984. évi nyári olimpiai játékok éremtáblázatának első tíz helyezettje | Az 1984. évi nyári olimpiai játékok éremtáblázatának első tíz helyezettje | Olimpia  |
| ------------------------------------------------------------------------- | ------------------------------------------------------------------------- | ------------------------------------------------------------------------- | ------------------------------------------------------------------------- | ------------------------------------------------------------------------- | -------- |
|                                                                           | Ország                                                                    | Arany                                                                     | Ezüst                                                                     | Bronz                                                                     | Összesen |
| 1.                                                                        | Egyesült Államok (USA)                                                    | 83                                                                        | 61                                                                        | 30                                                                        | 174      |
| 2.                                                                        | Románia (ROU)                                                             | 20                                                                        | 16                                                                        | 17                                                                        | 53       |
| 3.                                                                        | NSZK (FRG)                                                                | 17                                                                        | 19                                                                        | 23                                                                        | 59       |
| 4.                                                                        | Kína (CHN)                                                                | 15                                                                        | 8                                                                         | 9                                                                         | 32       |
| 5.                                                                        | Olaszország (ITA)                                                         | 14                                                                        | 6                                                                         | 12                                                                        | 32       |
| 6.                                                                        | Kanada (CAN)                                                              | 10                                                                        | 18                                                                        | 16                                                                        | 44       |
| 7.                                                                        | Japán (JPN)                                                               | 10                                                                        | 8                                                                         | 14                                                                        | 32       |
| 8.                                                                        | Új-Zéland (NZL)                                                           | 8                                                                         | 1                                                                         | 2                                                                         | 11       |
| 9.                                                                        | Jugoszlávia (YUG)                                                         | 7                                                                         | 4                                                                         | 7                                                                         | 18       |
| 10.                                                                       | Dél-Korea (KOR)                                                           | 6                                                                         | 6                                                                         | 7                                                                         | 19       |
|                                                                           |                                                                           |                                                                           |                                                                           |                                                                           |          |
| Összesen                                                                  | Összesen                                                                  | 226                                                                       | 219                                                                       | 243                                                                       | 688      |

## Közvetítések
A magyar versenyzők távolmaradása miatt a Magyar Rádió és a Magyar Televízió egyaránt korlátozottan számolhatott be a játékokról, élő közvetítések nem voltak. 
A rádiósok közül Szepesi György, Novotny Zoltán és Vass István Zoltán utazott ki tudósítani, a tilalom ellenére számos eseményt archiváltak.
A televízió részéről Vitray Tamás, Baló György és Kaplár F. József tartózkodtak a helyszínen, de ők csak információkat adtak a budapesti stúdióban dolgozó kollégáiknak, akik a napi összefoglalókat kommentálták.